# Rima Jeune
Rima Jeune is een bestuurslaag in het regentschap Aceh Besar van de provincie Atjeh, Indonesië. Rima Jeune telt 876 inwoners (volkstelling 2010).